# Merosargus pictipes
Merosargus pictipes är en tvåvingeart som beskrevs av James 1971. Merosargus pictipes ingår i släktet Merosargus och familjen vapenflugor. Inga underarter finns listade i Catalogue of Life.